# Grötgrund, Houtskär
Grötgrund är ett skär Svinö fjärden i kommundelen Houtskär i Pargas stad. Vid skäret finns ett sjömärke.

## Etymologi
Förledet i Grötgrund syftar på stenar eller stenig terräng. Gröt anses härstamma från ett urgermanskt verb med betydelsen 'krossa'.